# Saint-Yrieix-sur-Charente
Saint-Yrieix-sur-Charente és un municipi francès situat al departament del Charente i a la regió de la Nova Aquitània. L'any 2007 tenia 6.960 habitants.

## Demografia

### Població
El 2007 la població de fet de Saint-Yrieix-sur-Charente era de 6.960 persones. Hi havia 2.855 famílies de les quals 687 eren unipersonals (240 homes vivint sols i 447 dones vivint soles), 1.030 parelles sense fills, 870 parelles amb fills i 268 famílies monoparentals amb fills.
La població ha evolucionat segons el següent gràfic:
Habitants censats

### Habitatges
El 2007 hi havia 3.080 habitatges, 2.907 eren l'habitatge principal de la família, 20 eren segones residències i 154 estaven desocupats. 2.831 eren cases i 237 eren apartaments. Dels 2.907 habitatges principals, 2.026 estaven ocupats pels seus propietaris, 845 estaven llogats i ocupats pels llogaters i 35 estaven cedits a títol gratuït; 23 tenien una cambra, 101 en tenien dues, 375 en tenien tres, 1.022 en tenien quatre i 1.385 en tenien cinc o més. 2.341 habitatges disposaven pel capbaix d'una plaça de pàrquing. A 1.284 habitatges hi havia un automòbil i a 1.407 n'hi havia dos o més.

### Piràmide de població
La piràmide de població per edats i sexe el 2009 era:
| Homes | Edats   | Dones |
| ----- | ------- | ----- |
| 4     | 95 o +  | 4     |
| 16    | 90 a 94 | 32    |
| 44    | 85 a 89 | 64    |
| 40    | 80 a 84 | 92    |
| 92    | 75 a 79 | 136   |
| 128   | 70 a 74 | 124   |
| 180   | 65 a 69 | 164   |
| 96    | 60 a 64 | 148   |
| 164   | 55 a 59 | 168   |
| 208   | 50 a 54 | 224   |
| 328   | 45 a 49 | 308   |
| 312   | 40 a 44 | 276   |
| 220   | 35 a 39 | 236   |
| 148   | 30 a 34 | 236   |
| 180   | 25 a 29 | 128   |
| 136   | 20 a 24 | 100   |
| 212   | 15 a 19 | 240   |
| 240   | 10 a 14 | 220   |
| 196   | 5 a 9   | 200   |
| 180   | 0 a 4   | 132   |

## Economia
El 2007 la població en edat de treballar era de 4.509 persones, 3.325 eren actives i 1.184 eren inactives. De les 3.325 persones actives 3.011 estaven ocupades (1.521 homes i 1.490 dones) i 314 estaven aturades (151 homes i 163 dones). De les 1.184 persones inactives 525 estaven jubilades, 354 estaven estudiant i 305 estaven classificades com a «altres inactius».

### Ingressos
El 2009 a Saint-Yrieix-sur-Charente hi havia 2.894 unitats fiscals que integraven 6.971 persones, la mediana anual d'ingressos fiscals per persona era de 19.869 €.

### Activitats econòmiques
Dels 292 establiments que hi havia el 2007, 2 eren d'empreses extractives, 1 d'una empresa alimentària, 2 d'empreses de fabricació de material elèctric, 10 d'empreses de fabricació d'altres productes industrials, 56 d'empreses de construcció, 67 d'empreses de comerç i reparació d'automòbils, 18 d'empreses de transport, 9 d'empreses d'hostatgeria i restauració, 9 d'empreses d'informació i comunicació, 11 d'empreses financeres, 18 d'empreses immobiliàries, 36 d'empreses de serveis, 33 d'entitats de l'administració pública i 20 d'empreses classificades com a «altres activitats de serveis».
Dels 61 establiments de servei als particulars que hi havia el 2009, 1 era una oficina de correu, 3 funeràries, 6 tallers de reparació d'automòbils i de material agrícola, 1 autoescola, 8 paletes, 9 guixaires pintors, 5 fusteries, 8 lampisteries, 4 electricistes, 1 empresa de construcció, 7 perruqueries, 1 veterinari, 3 restaurants i 4 agències immobiliàries.
Dels 10 establiments comercials que hi havia el 2009, 1 era un supermercat, 1 una gran superfície de material de bricolatge, 1 una fleca, 1 una carnisseria, 1 una botiga d'equipament de la llar, 2 botigues de mobles, 2 drogueries i 1 una floristeria.
L'any 2000 a Saint-Yrieix-sur-Charente hi havia 40 explotacions agrícoles que ocupaven un total de 220 hectàrees.

## Equipaments sanitaris i escolars
El 2009 hi havia 3 farmàcies i 2 ambulàncies.
El 2009 hi havia 2 escoles maternals i 2 escoles elementals. Saint-Yrieix-sur-Charente disposava d'un liceu d'ensenyament general amb 352 alumnes.

## Poblacions properes
El següent diagrama mostra les poblacions més properes.